# Juffer Tette Alberdagasthuis
Het Juffer Tette Alberdagasthuis (ook kortweg Tette Alberdagasthuis) is een gasthuis in de stad Groningen. Het huidige hofje staat aan het Nieuwe Kerkhof en dateert uit 1778.
Juffer Tette Alberda, een telg uit een Ommelander geslacht, stichtte in 1658 een gasthuis voor zes oude vrouwen in twee panden aan de Nieuwe Boteringestraat. Zij bewoonde zelf een huis aan die straat, het gasthuis werd gesticht in de twee belendende panden.
In 1778 verhuisde het gasthuis naar het huidige pand. De voogdij over het gasthuis is nog steeds in handen van nazaten van Juffer Tette.
Aduardergasthuis ·
Anna Varvers Convent ·
Armhuiszitten Convent ·
Hofje Ceramstraat ·
Corneliagasthuis ·
Doopsgezind Gasthuis ·
Gerarda Gockingahuis ·
Hesselinkstichting ·
Jacob en Annagasthuis · 
Juffer Margarethagasthuis ·
Juffer Tette Alberdagasthuis ·
Jan Luitjensgasthuis ·
Mepschengasthuis ·
Middengasthuis (Kleine Rozenstraat) ·
Middengasthuis (Grote Leliestraat) ·
Latteringe Gasthuis ·
Pelstergasthuis ·
Pepergasthuis ·
Pieternellagasthuis ·
Remonstrants Gasthuis ·
Rustoord ·
Sint Anthonygasthuis ·
Sint Martinusgasthuis ·
Hofje Tellegenstraat ·
Ter Schouw-Van Sanen Stichting ·
Typografengasthuis ·
Ubbenagasthuis ·
Vrouw Fransensgasthuis ·
Vrouw Wilsoors- of Aaffien Olthofsgasthuis ·
Weldadige Stichting Ketelaar-Bos ·
Wytzes- of Schoonbeeksgasthuis ·
Zeylsgasthuis